# 1985 en Saskatchewan
Chronologie de la Saskatchewan
- 1981
- 1982
- 1983
- 1984
- 1985
- 1986
- 1987
- 1988
- 1989

Cette page concerne des événements d'actualité qui se sont produits durant l'année 1985 dans la province canadienne de la Saskatchewan.

## Politique
- Premier ministre : Grant Devine
- Chef de l'opposition :
- Lieutenant-gouverneur : Frederick W. Johnson
- Législature :

## Naissances

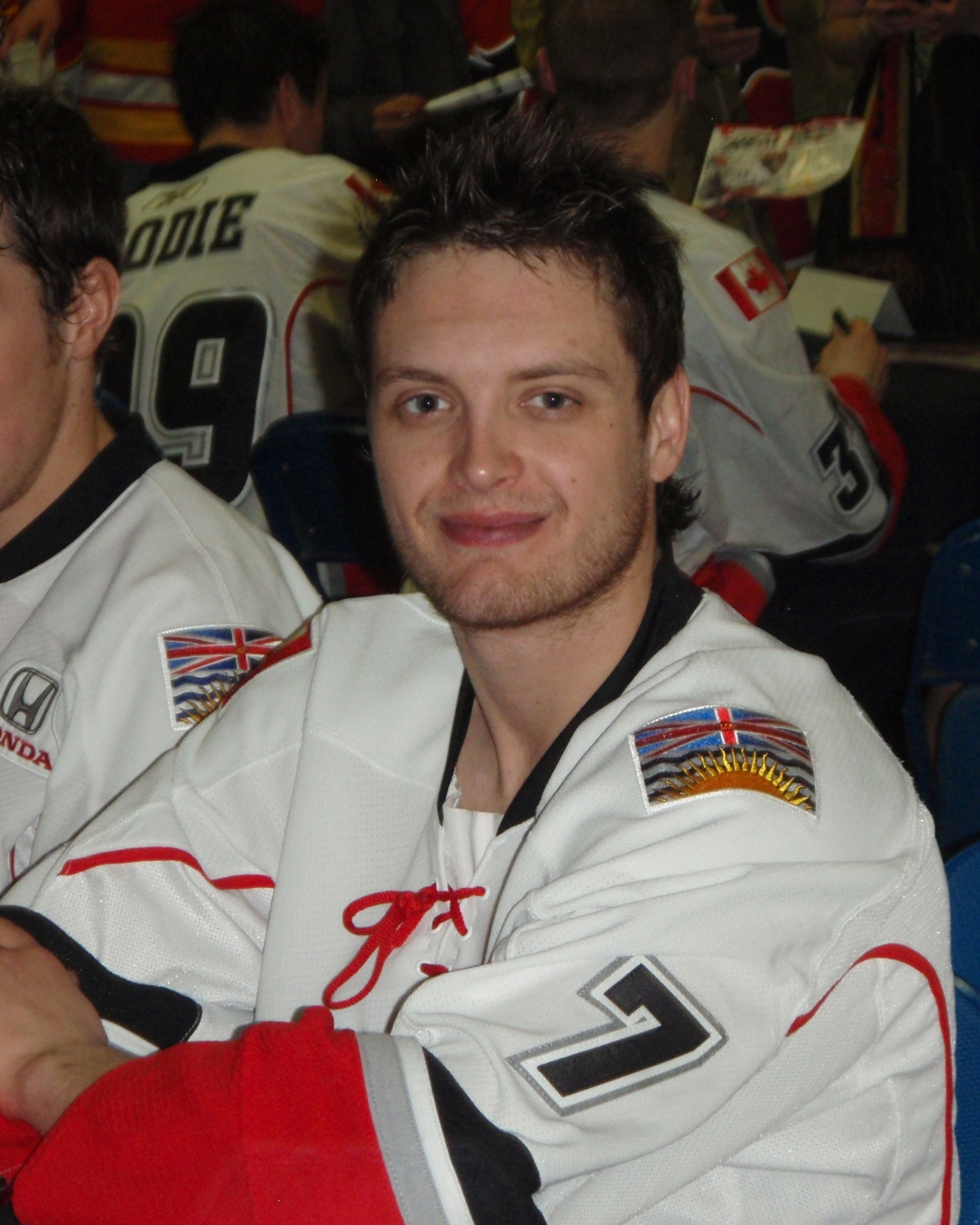
Stefan Meyer

- 4 janvier : Meaghan Mikkelson (née à Régina) est une joueuse de hockey sur glace canadienne. Elle est la sœur de Brendan Mikkelson.
- 16 avril : Chad Klassen (né à Warman) est un joueur de hockey sur glace canadien.
- 10 mai : Ryan Getzlaf (né à Regina) est un joueur professionnel de hockey sur glace canadien[1]. Il est le capitaine des Mighty Ducks d'Anaheim.
- 20 juillet : Stefan Meyer (né à Fox Valley) est un joueur professionnel de hockey sur glace canadien[2].
- 30 juillet : Shaun Heshka (né à Melville) est un joueur professionnel de hockey sur glace canadien[3] d'origine ukrainienne.
- 10 septembre : Elyse Levesque, née Elyse Marie Levesque à Régina, est une actrice canadienne jouant dans la série télévisée Stargate Universe dans le rôle de Chloe Armstrong.
- 6 octobre : Andrew Albers (né à North Battleford) est un lanceur gaucher des Ligues majeures de baseball jouant avec les Twins du Minnesota.
- 19 octobre : Justin Warsylewicz est un patineur de vitesse canadien, né à Regina .
- 29 novembre : Brett Carson (né à Régina) est un joueur professionnel de hockey sur glace canadien.